# Figlie della Divina Provvidenza (Roma)
Le Figlie della Divina Provvidenza sono un istituto religioso femminile di diritto pontificio: le suore di questa congregazione pospongono al loro nome le sigla F.D.P.

## Storia

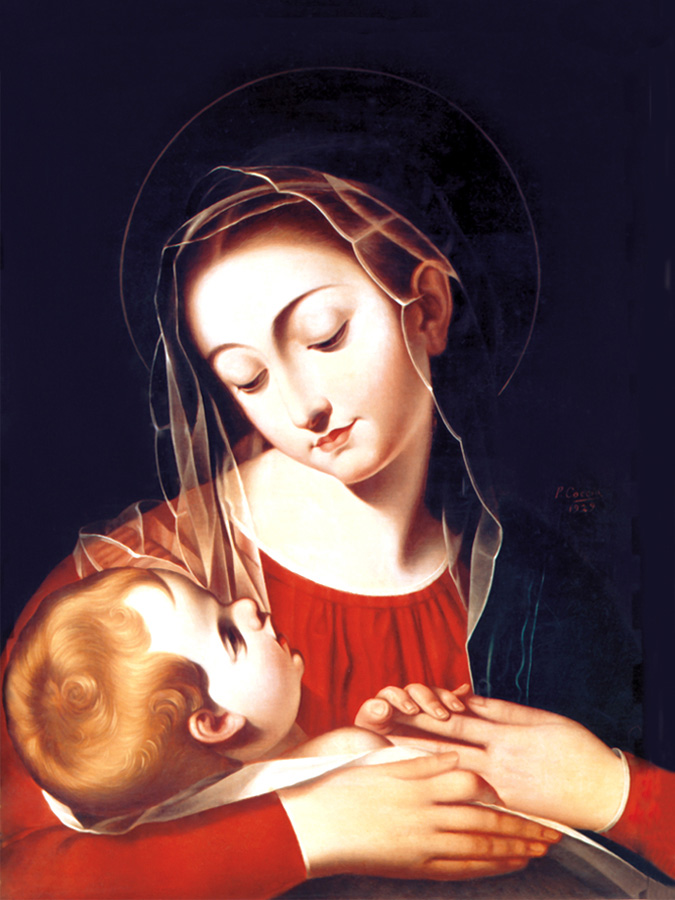
Immagine della Madre della Divina Provvidenza, titolare della congregazione, realizzata da Scipione Pulzone e custodita in San Carlo ai Catinari

La congregazione venne fondata da Maria Elena Bettini, con l'aiuto del barnabita Tommaso Manini, per l'istruzione gratuita delle fanciulle povere: ebbe inizio l'8 settembre 1832 presso la chiesa di San Carlo ai Catinari di Roma, dove si custodiva l'immagine di Maria, madre della Divina Provvidenza.
Le Figlie della Divina Provvidenza si diffusero inizialmente nei quartieri più popolari di Roma  (Trastevere, Testaccio), poi in altri centri del Lazio (Zagarolo, Grottaferrata) e, nel Novecento, in altre località italiane; le prime missionarie della congregazione raggiunsero il Cile nel 1964.
Le costituzioni dell'istituto vennero approvate dal cardinale Costantino Patrizi Naro il 25 ottobre 1855; il decreto di lode, firmato dal cardinale Lucido Maria Parocchi, venne concesso alle suore il 21 maggio 1887.

## Attività e diffusione
Le religiose si dedicano prevalentemente all'istruzione e all'educazione cristiana della gioventù.
Oltre che in Italia, sono presenti in Cile, in India, in Messico, in Polonia e negli Stati Uniti d'America; la sede generalizia è a Roma.
Alla fine del 2008 la congregazione contava 128 religiose in 21 case.